# Меркур'єв Петро Васильович
Петро Васильович Меркур'єв (17 червня 1943, Колпашево, Томська область, Російська РФСР — 27 вересня 2010, Москва, Росія) — радянський і російський актор, музикознавець, хормейстер, музичний журналіст.

## Біографія
Народився в родині Василя Васильовича Меркур'єва і дочки Всеволода Мейєрхольда Ірини. (Його батьки в той час очолювали окружний драматичний театр у місті Нарим).
Закінчив два музичних училища: при Ленінградської консерваторії (1965) як музикознавець, при Московської консерваторії (1967) як диригент хора.
Вищу освіту здобув в Харківському інституті мистецтв (1970).
Працював педагогом у дитячій хоровій студії «Весна» (1966–1970) та дитячої хорової студії «Піонерія» (1971–1974).
З 1974 по 1992 — в Спілці композиторів СРСР (заступник голови, голова Комісії з музично-естетичного виховання дітей та юнацтва).
З 1989 по 2010 — заступник головного редактора газети «Музыкальное обозрение» (заснована в 1989 Тихоном Хренніковим). Як лектор-музикознавець виступав у залах Московської філармонії, Колонній залі Будинку Союзів, Концертному залі ім. Чайковського (Москва), вів телевізійні музичні передачі «Дитячий час» на Центральному телебаченні.
У кіно почав зніматися в 1959 (перша роль — диригентІгору фільмі «Невські мелодії», «Ленфільм»). Знявся більше ніж у 95 фільмах.
Член Союзу композиторів Росії, член Союзу журналістів Росії, член консультативної ради Російської загальнонаціональної секції ІСМЕ..
Написав автобіографічну книгу:
- Меркур'єв-Мейєрхольд, Петро. Спочатку я був маленьким: Книга про батьків. М.: Алгоритм, 2001 — 336 с. — ISBN 5-9265-0014-1;2-е вид.: М.: Ексмо, 2002 — 352 c. — ISBN 5-699-01127-7

Пішов з життя в Москві 27 вересня 2010 року у віці 67 років.

## Визнання і нагороди
- Заслужений діяч мистецтв Росії (2001)[3]

## Цікаві факти
Меркур'єв тричі в кіно зіграв свого діда, Всеволода Мейєрхольда. У перший раз — в 1980 році у фільмі «Я — актриса», вдруге — у 2005 році в телесеріалі «Єсенін», в третій раз — у 2009 році у фільмі «Поет».

## Фільмографія
- 1958 — Невські мелодії -Ігор
- 1966 — Не забудь... станція Лугова -Короткозорий
- 1969 — Князь Ігор -Ерошка
- 1971 — Жартуєте? — Новела Вандербуль біжить за обрій -батько Вандербуля
- 1971 — Хлопчики -міліціонер
- 1971 — Драма зі старовинного життя
- 1971 — Надбання республіки -фотограф
- 1972 — Справи давно минулих днів -Кемберовскій
- 1973 — Москва — Кассіопея -академік Курочкін
- 1973 — Чиполліно -синьйор Петрушка, вихователь графа Вишні
- 1975 — Вони воювали за Батьківщину -Раколов
- 1978 — Дуенья -чернець
- 1978 — Подружжя Орлови -Студент Харитонов
- 1979 — В одне прекрасне дитинство -клоун Анатолій Дуров
- 1979 — Забудьте слово «смерть» -Кальянов
- 1980 — Я — акторка -Всеволод Мейєрхольд
- 1981 — Будемо чекати, повертайся -Савелій
- 1982 — Нас вінчали не в церкві
- 1983 — Прости мене, Альоша!
- 1983 — Ми з джазу -Єгор
- 1984 — Мертві душі -Іван Іванович-Кувшин рило
- 1985 — Іди і дивись -Гліб Васильович
- 1985 — Поїздки на старому автомобілі -диригент
- 1986 — Михайло Ломоносов -вчитель молодшого класу Фари в Спаській школі
- 1987 — Акселератка -Красновязов
- 1987 — Забута мелодія для флейти -диригент Тамбовського хору
- 1988 — Фантазер
- 1988 — Захисник Сєдов
- 1989 — Філіпп Траум
- 1991 — Людина зі звалища
- 1992 — Гріх
- 1993 — Вирок
- 1993 — Сни -гіпнотизер Ренуар
- 1994 — Незабудки
- 1995 — Ширлі-мирлі
- 1996 — Ревізор -Християн Іванович Гібнер
- 1999 — Чи не послати нам... гінця? -Лікар-психіатр
- 2000 — Спогади про Шерлока Холмса
- 2002 — Бригада -професор
- 2003 — Останній потяг -листоноша Крейцер
- 2005 — Єсенін -Мейєрхольд
- 2007 — Ліквідація -Сусід Нори
- 2008 — Важко бути богом
- 2008 — Попелюшка 4x4. Все починається з бажань -батько Попелюшки
- 2009 — Ісаєв